# Karl-Heinz Ludwig
Karl-Heinz Ludwig (ur. 1936 r. w Bystrzycy Kłodzkiej) - architekt wnętrz, działacz społeczny, konserwator zabytków, honorowy obywatel Bystrzycy Kłodzkiej, zasłużony dla miasta i regionu ziemi kłodzkiej.

## Życiorys
Urodził się w 1936 roku w Bystrzycy Kłodzkiej, gdzie uczęszczał do szkoły podstawowej. Po przesiedleniu jego rodziny do Niemiec w 1947 roku, znalazł się w Dreźnie, skąd następnie udało mu się nielegalnie przedostać do Niemiec Zachodnich. W latach 1952–1960 uczył się malarstwa i grafiki w Bremie, kończąc gimnazjum u ojców dominikanów w Düsseldorfie. Zdał egzamin czeladniczy i został stolarzem. Następnie studiował architekturę, ucząc się nadal prywatnie malarstwa i rysunku.
Po studiach podjął pracę w różnych firmach, głównie bankach, gdzie zajmował się organizowaniem wystaw związanych z wyposażeniem wnętrz na terenie zachodniej Europy: Niemiec, Francji, Belgii, Holandii, Szwajcarii i Danii. Od 1979 roku uczestniczył w wystawach Heim und Handwerk, organizowanych co jesień w Monachium. W latach 1995–1998 prezentował swoje prace - obrazy, rysunki i akwarele na wystawach w Röhrmoos, Dachau i Bystrzycy Kłodzkiej. Od 1990 roku pracował - najpierw zawodowo, a potem z zamiłowania - jako konserwator zabytków w Dachau i Bystrzycy Kłodzkiej, za co otrzymał liczne wyróżnienia; między innymi w 2006 roku tytuł honorowego obywatela Bystrzycy Kłodzkiej.